# 布萊恩·希金斯
布萊恩·希金斯（Brian Higgins；1959年10月6日—）是美國的一位政治人物。2013年-2024年担任紐約州第26選舉區的美國眾議院議員。他的黨籍是民主黨。希金斯畢業於哈佛大學，是一位中間派民主黨人。